# I'll Be Back
I'll Be Back è un brano musicale dei Beatles pubblicato negli album A Hard Day's Night nel Regno Unito e Beatles '65 in America.

## Il brano
L'autore principale del brano è John Lennon; gli accordi sono stati tratti da Runaway, una hit del 1961 di Del Shannon. Venne composta in una vacanza che i Beatles ebbero dopo la fine delle riprese del film A Hard Day's Night. Ha una struttura musicale molto particolare: è priva di ritornello e presenta due bridge differenti.
Venne registrata il primo giugno 1964, lo stesso giorno di Matchbox, Slow Down e Any Time at All. I Beatles registrarono 16 takes prima di arrivare al risultato desiderato. Le prime nove riguardavano la base ritmica, mentre le altre erano le voci. Inizialmente, i Beatles avevano pensato a un brano in 3/4, ma Lennon non riuscì nell'impresa e dichiarò che fosse troppo difficile da cantare all'inizio del primo bridge; questa prima versione è stata pubblicata nell'Anthology 1. In seguito il brano è stato eseguito in 4/4. Inizialmente erano state usate delle chitarre elettriche.
Nella versione inglese dell'album A Hard Day's Night è il brano di chiusura: posto riservato, nei due precedenti album, ai pezzi rock Twist and Shout e Money (That's That I Want). Ha reso quindi A Hard Day's Night il primo album dei Beatles a chiudersi con un pezzo lento.

## Formazione
- John Lennon: voce raddoppiata, chitarra acustica ritmica
- Paul McCartney: voce raddoppiata, basso elettrico
- George Harrison: cori, chitarra acustica solista
- Ringo Starr: batteria[1]